# Фибриноген
Фибриноге́н (фактор свертывания I) (фибрин + греч. gennao «создавать, производить») — бесцветный белок, гликопротеин, растворённый в плазме крови. При активации системы свёртывания крови подвергается ферментативному расщеплению ферментом тромбином. Образующийся фибрин-мономер под действием активного XIII фактора свёртывания крови полимеризуется и выпадает в осадок в виде белых нитей фибрина-полимера.

## История открытия
Еще в V-IV вв. до н. э. врачи отмечали наличие волокон в циркулирующей крови. В XVII веке итальянский врач Марчелло Мальпиги, исследуя сердечные тромбы с помощью однолинзового микроскопа, обнаружил фиброзные и корпускулярные компоненты волокнистого вида в сгустках цельной крови. Эти открытия были опубликованы в 1666 году в его работе «De Polypo Cordis»
В 1801 году французский химик Антуан де Фуркруа впервые использовал термин "фибрин", а также продемонстрировал, что плазма содержит растворимые вещества, и что предшественник фибрина присутствует только в плазме, а не в сыворотке.
Название фибриногену дал немецкий врач Рудольф Вирхоф в 1847 году. Некоторые считают, что он предложил этот термин как сочетание слов "фибрин" и "кислород", так как полагал, что фибрин образуется при воздействии на кровь кислорода. В чистом виде белок фибриноген был получен шведским врачом-физиологом Улофом Хаммарстеном в 1878 году из лошадиной плазмы с помощью осаждения хлоридом натрия.
Русский физиолог Юрьевского университета Александр Шмидт в 1872—1895 годах предложил теорию, что свертывание крови носит ферментативный характер. Ученый считал, что для свертывания необходимо наличие трех факторов: фибриногена, фибринопластического вещества и тромбина. Позже было установлено, что образование фибрина происходит при помощи одного предшественника – фибриногена. В 1905 году немецкий ученый Пол Моравиц предложил двухэтапную модель свертывания крови — образование тромбина и фибриногена. Впоследствии эта теория стала классической, и в современной науке называется теорией Шмидта-Моравица.
При взятии биоматериала для анализа фибриногена используется антикоагулянт цитрат натрия (3,8 %).
Фибриноген — белок, вырабатываемый в печени и превращающийся в нерастворимый фибрин — основу сгустка при свёртывании крови. Фибрин впоследствии образует тромб, завершая процесс свёртывания крови.
Фибриноген является ценным показателем гемостаза (коагулограмма). Анализ фибриногена — необходимый этап предоперационного обследования, пренатальной диагностики, проводится при воспалительных, сердечно-сосудистых заболеваниях.
Содержание фибриногена в крови повышается при возникновении острых воспалительных заболеваний и отмирания тканей. Фибриноген влияет и на скорость оседания эритроцитов (СОЭ).
Норма фибриногена: 2—4 г/л.
Норма фибриногена новорожденных: 1,25—3 г/л.
Нормы фибриногена при беременности несколько выше. В этот период наблюдается постепенное повышение фибриногена и в III триместре беременности уровень фибриногена достигает 6 г/л.
В других случаях повышенный фибриноген в крови человека — симптом следующих заболеваний: острые воспалительные и инфекционные заболевания (грипп, туберкулез), инсульт, инфаркт миокарда, гипотиреоз, амилоидоз, пневмония, злокачественные опухоли (рак легких и др.).
Повышение фибриногена сопровождает ожоги, операционные вмешательства, приём эстрогенов и оральных контрацептивов.
Нормальный уровень фибриногена снижается при таких заболеваниях, как: ДВС-синдром, заболевания печени (гепатит, цирроз), токсикоз беременности, недостаток витамина С и В12, эмболия околоплодными водами (у беременных во время родов или операции кесарево сечение), хронический миелолейкоз, полицитемия.
Уровень фибриногена понижается при отравлениях змеиным ядом, при приёме анаболических гормонов, андрогенов и омега-3-ПНЖК (рыбий жир и пр.).